# Sensitometría

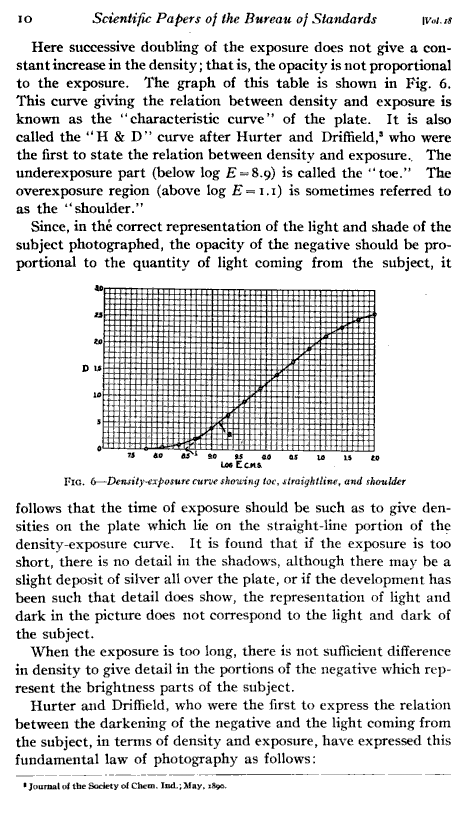
Página 10 de Raymond Davis, Jr. y F. M. Walters, Jr., Artículos Científicos de la Agencia de Estándares, Núm. 439 (Parte del Vol. 18) "Sensitometría de Emulsiones Fotográficas y un Análisis de las Características de Placas y Películas de Fabricación americana," 1922. La página comienza con una cita a la curva H&D: "En un negativo teóricamente perfecto, las cantidades de la plata depositadas en su superficie son proporcionales a los logaritmos de las intensidades de luz procedentes de las partes correspondientes del objeto fotografiado." La suposición efectuada aquí, basada en observaciones empíricas, es que la "cantidad de plata" es proporcional a la densidad óptica.

La sensitometría es el estudio científico de los materiales fotosensibles, especialmente de las películas fotográficas. Esta técnica tiene sus orígenes en el trabajo desarrollado por Ferdinand Hurter y Vero Charles Driffield (hacia 1876) con algunas de las primeras emulsiones fotosensibles en blanco y negro. Determinaron cómo la variación de la densidad de partículas de plata producidas variaba con la cantidad de luz recibida, desarrollando la metodología del proceso del revelado fotográfico.

## Detalles
Las gráficas de la relación entre la densidad resultante de la emulsión de una película fotográfica (relacionada con el valor de su opacidad) para una intensidad de luz dada, frente a los logaritmos de los tiempos de exposición utilizados, se denominan curvas características de la película (también se utilizan los nombres de curvas de Hurter-Driffield, curvas H-D, curvas HD, curvas H & D, curvas D-logE, o curvas D–logH).
De forma resumida, para cada intensidad de luz, se obtiene una gráfica de la relación entre el logaritmo del tiempo de exposición, y la densidad resultante en la película (relacionada con su opacidad). De ahí una de sus denominaciones: curvas D-logE , puesto que relacionan la Densidad de la emulsión fijada en la película, con el logaritmo del tiempo de Exposición utilizado. Es importante resaltar que para cada intensidad de luz se obtiene una determinada curva característica, por lo que se habla de las "curvas características" de cada tipo de película. 
Para intensidades lumínicas moderadas, la forma global de esta gráfica es típicamente similar a una letra "S" inclinada, de modo que su base y su parte superior son las zonas más horizontales. La región central de la curva HD normalmente se aproxima a una línea recta, denominada zona "lineal" o "porción recta" de la gráfica; la pendiente de esta región se denomina factor de corrección gamma. El extremo inferior de la gráfica se denomina el "pie", y en la parte superior las curvas se redondean para formar el "hombro". Con exposiciones extremadamente altas, la densidad puede volver a descender, en un efecto conocido como solarización.
Materiales de película comerciales diferentes cubren un rango de factores gamma comprendido aproximadamente entre 0.5 y 5. Cuando la película original se copia sobre una segunda película, el factor de corrección gamma resultante es aproximadamente el producto de los valores gamma de cada una de ellas por separado. El papel fotográfico suele tener un factor gamma generalmente un poco por encima de 1. Las transparencias para su proyección en ambientes oscuros presentan un factor gamma de aproximadamente 1.5. Un conjunto completo de curvas HD de una película muestra cómo el factor gamma varía con el tipo de revelado y el tiempo de exposición empleado.

## Medición[9]
El método de estudio de la película en el laboratorio consiste en exponerla con una fuente de luz incandescente estándar con tiempos específicos. Otro método consiste en exponer la película mediante una cuña escalonada con diferentes densidades, dando a la película una gama de exposiciones. La emulsión expuesta de procesa, acto seguido, bajo unas condiciones cuidadosamente controladas. Las variaciones de la densidad de la película se miden utilizando densitómetros, y, a continuación, se toman los resultados junto con las correspondientes exposiciones y se crea una gráfica. 
La curva resultante es válida para las condiciones específicas del procesado empleado. Con las películas negativas, la curva aumenta desde casi cero a medida que se incrementa la densidad con una mayor exposición. Con las películas positivas, las curvas van en sentido contrario, disminuyendo de una densidad máxima con una exposición cero a la transparencia a medida que aumenta la exposición.

## Sensitometría del sensor[9]
A pesar de la diferencia fundamental entre la densitometría del sensor y de la película, lo más conveniente es hacer que la sensibilidad de la captura digital sea equivalente a la de la película. Con los sensores, las lecturas de respuesta del sensor se extraen de la información del archivo RAW para su comparación con una iluminación estándar. El estándar ISO 12232 describe cómo medir la sensibilidad con la imagen digital, la cual permite que las sensibilidades ISO sean equivalentes en digital y en película. En la práctica, se espera que un ajuste ISO para una película o para una cámara digital con la misma iluminación para el sujeto y utilizando un objetivo similar, resulte en una exposición igual en el plano focal. 
Sin embargo, hay dos maneras de enfocar la sensibilidad digital. Una da prioridad a la mejor calidad de imagen, llamada sensibilidad ISO basada en la saturación. La otra, llamada ISO basada en el ruido, da prioridad a una mayor sensibilidad determinando el mayor índice de exposición que proporciona una imagen aceptable. La resolución de la sensibilidad estándar de la película es análoga a la ISO basada en el ruido porque depende del nivel de velo que se estima aceptable. 

## Curva característica[9]
Cada película y procesado produce una curva que traza la relación entre la densidad y la exposición, y que es característica de la combinación, de ahí el término "curva característica". Su forma nos puede decir mucho sobre las cualidades tonales de la película y tiende a ser igual para una película que se ha procesado de manera idéntica.  

## Talón[9]
Con las exposiciones más bajas, los cambios de exposición no se registran como cambios de densidad, pero la densidad no es cero debido a la base más velo. El talón es aquella parte de la curva característica en la cual la película empieza a responder a los cambios de exposición. Hay un ligero aumento, aunque lento, de la densidad con la exposición, por lo que el contraste es bajo.

## Tramo recto[9]
A medida que aumenta la exposición, la película responde en pasos con la exposición. Estando la exposición en una escala logarítmica, se traza como una línea recta y, por tanto, una pendiente más o menos constante. Es el centro de la curva, donde residen los medios tonos de bajos a altos, de oscuros a claros; donde se encuentra una mayor parte del detalle y donde se juzga la calidad tonal de la imagen.

## Hombro[9]
El tramo superior de la curva es una línea curvada que se arquea gradualmente a partir del tramo recto; se le conoce como hombro. Como el talón, unos cambios iguales en la exposición no producen idénticas diferencias de densidad: el arqueo indica una disminución de contraste o pérdida de detalle con la alta densidad. Con exposiciones normales, los tonos de las altas luces del sujeto se reproducen en la sección hombro de la curva. Con exposiciones extremas, la curva puede apuntar hacia abajo, indicando una pérdida de densidad. A esto se le conoce como inversión y puede ocurrir, por ejemplo, cuando la película capta el sol.

## Gamma[9]
La pendiente o gradiente de la parte recta de la curva característica se mide por la gamma. Esta proporciona una medida del contraste reproducido por el negativo. La gamma varía con el grado de revelado de los materiales fotográficos. Normalmente, la gamma aumenta a medida que lo hace el revelado. La gamma necesita ajustarse al papel que se utilice y al procesado, si se tiene la intención de virar, así como al tipo de impresora utilizada. 

## Estructura de la imagen[9]
La elección y el control del revelado no afectan únicamente a la gamma, sino también a la estructura de la imagen, es decir, las propiedades de grano de la película que determinará la capacidad de esta para registrar el detalle. El revelado que dé una gamma alta puede reproducir un alto contraste deseado, pero un efecto secundario puede ser el aumento del tamaño del grano y del velo, así como densidades muy altas en zonas de gran exposición. Así, un revelado mínimo dará resultados con mayor nitidez y grano fino, pero los negativos pueden ser muy finos y hacer que una gamma baja produzca imágenes de aspecto gráfico. 